# Ara Aghanian
Ara Aghanian –en armenio, Արա Աղանյան– (25 de mayo de 2000) es un deportista armenio que compite en halterofilia. Ganó dos medallas de plata en el Campeonato Europeo de Halterofilia, en los años 2022 y 2023, en la categoría de 96 kg.

## Palmarés internacional
| Campeonato Europeo | Campeonato Europeo | Campeonato Europeo | Campeonato Europeo |
| Año                | Lugar              | Medalla            | Categoría          |
| ------------------ | ------------------ | ------------------ | ------------------ |
| 2022               | Tirana (Albania)   | Medalla de plata   | 96 kg              |
| 2023               | Ereván (Armenia)   | Medalla de plata   | 96 kg              |